# Juan d’Austria
Die Juan d’Austria war eine Panzerfregatte II. Klasse der Österreichischen Marine im 19. Jahrhundert. Das Schiff war benannt nach Juan de Austria (1547–1578), dem Sieger der Seeschlacht von Lepanto 1571. Schwesterschiffe waren die Kaiser Max (das Typschiff) und die Prinz Eugen, die ebenso wie die Juan d’ Austria 1863 in Dienst gestellt wurden. Die drei Schiffe waren eine Weiterentwicklung der Salamander-Klasse, größer und mit stärkerer Bewaffnung. Sie waren aus Holz gebaut, hatten aber eiserne Gürtelpanzer.

## Bau und Technische Daten
Die Juan de Austria lief 1862 bei der „Cantiere a San Marco“ in Triest vom Stapel. Sie war 70 m lang, verdrängte 3588 Tonnen, und hatte drei Masten und einen Schornstein. Die Maschine leistete 1900 PS und erlaubte eine Höchstgeschwindigkeit von 11,0 Knoten. Der Gürtelpanzer war 110 mm dick. Das Schiff war mit 16 48-Pfünder-Glattrohrkanonen, 15 gezogenen 24-Pfündern des Kalibers 15 cm sowie jeweils einem 12-Pfünder- und 6-Pfünder-Geschütz bewaffnet. Die Besatzung bestand 1866 aus 386 Mann. Die Hauptbewaffnung wurde 1867 durch zwölf 17,8-cm-Geschütze ersetzt.

## Einsätze

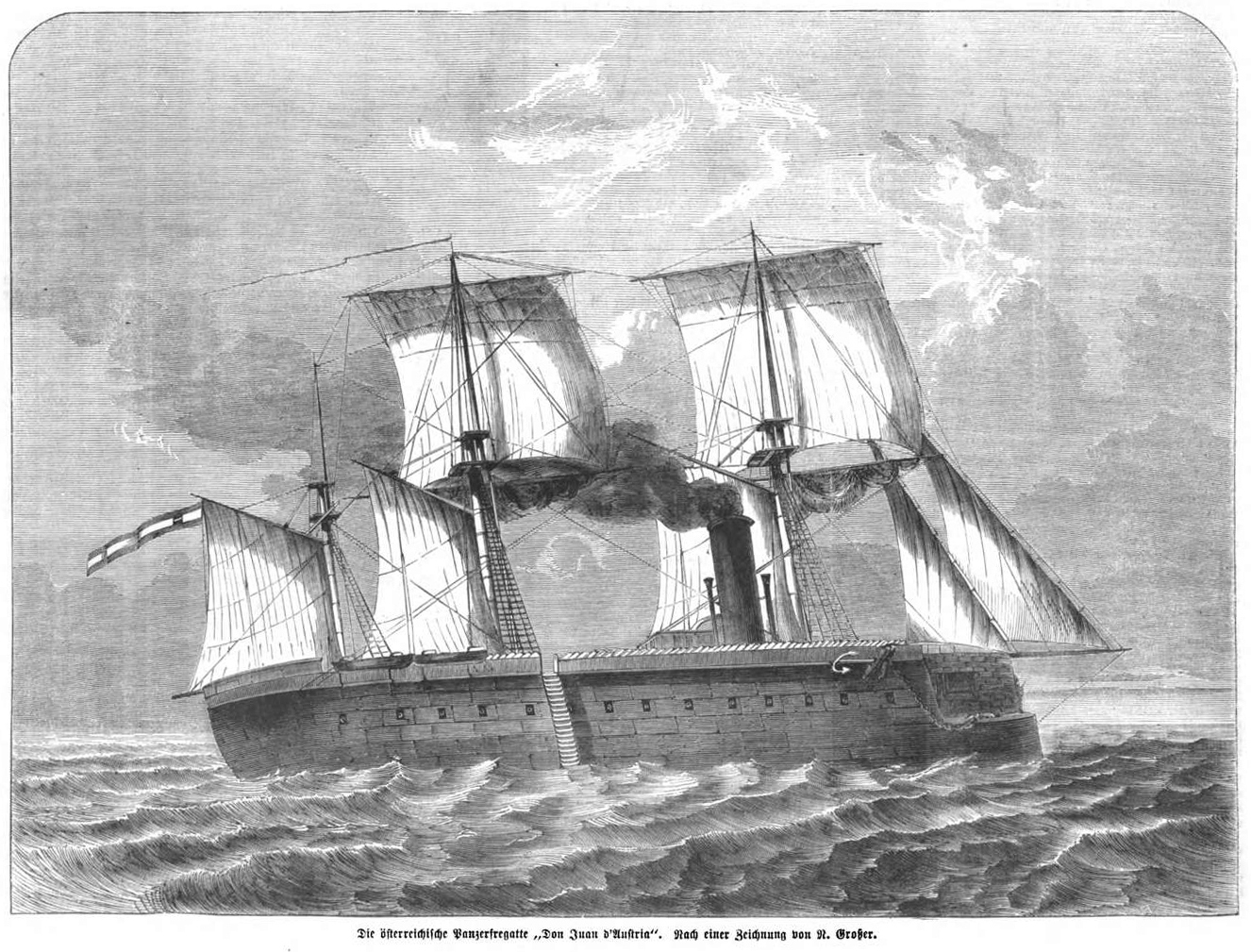
Die Panzerfregatte Don Juan d’Austria, 1864. Nach einer Zeichnung von N. Großer.

Die drei Schiffe erwiesen sich wegen ihres offenen Bugs, in dem sich ein Kasematt-Geschütz befand, als vergleichsweise seeuntüchtig und mussten deshalb 1867 umgebaut werden. Dennoch nahm die Juan d’Austria 1864 am Deutsch-Dänischen Krieg in der Nordsee sowie am 20. Juli 1866 an der Seeschlacht von Lissa teil. Dort fuhr sie in Konteradmiral Tegetthoffs keilförmiger Schlachtordnung direkt links hinter dem Flaggschiff Erzherzog Ferdinand Max. Ihre Schwesterschiffe Kaiser Max und Prinz Eugen waren die beiden Flügelschiffe des ersten Keils. Die Juan d’Austria feuerte in der Schlacht insgesamt 277 Schuss ab, erhielt 41 Treffer, und hatte einen Toten und vier Verwundete zu beklagen. Linienschiffskapitän (Kapitän zur See) Anton von Wiplinger wurde nach der Schlacht mit dem Ritterkreuz des Leopoldsordens ausgezeichnet.

## Neubau alsDon Juan d’Austria
Das Holz der drei Schiffe war schon bald so verrottet, dass sie nicht mehr einsatzfähig waren. Da es jedoch einfacher war, Gelder zur Reparatur als für Neubauten bewilligt zu bekommen, wurden Juan d’Austria und Kaiser Max im Dezember 1873 auf die STT-Werft und die Prinz Eugen auf die Marinewerft in Pola geschickt. Zwischen 1874 und 1878 wurden die Schiffe offiziell einer „Reparatur“ unterzogen. Faktisch wurden die alten Holzrümpfe abgewrackt und es entstanden völlig neue Kasemattschiffe, für die nur Teile der Maschinenanlagen, der Panzerung und noch verwendungsfähige Ausrüstung weiter genutzt wurden. Während die Namen der Schwesterschiffe auch für die Neubauten übernommen wurden, erhielt die Juan d’Austria den neuen Namen Don Juan d’Austria. Das Schiff diente bis 1904 bei der Flotte, wurde dann als Wohnschiff genutzt und schließlich 1919 versenkt.

## Ehrung
Die Heckflagge der Juan d’Austria, die sie bei Lissa trug, hängt heute im Heeresgeschichtlichen Museum in Wien.